# Mariam Ghani

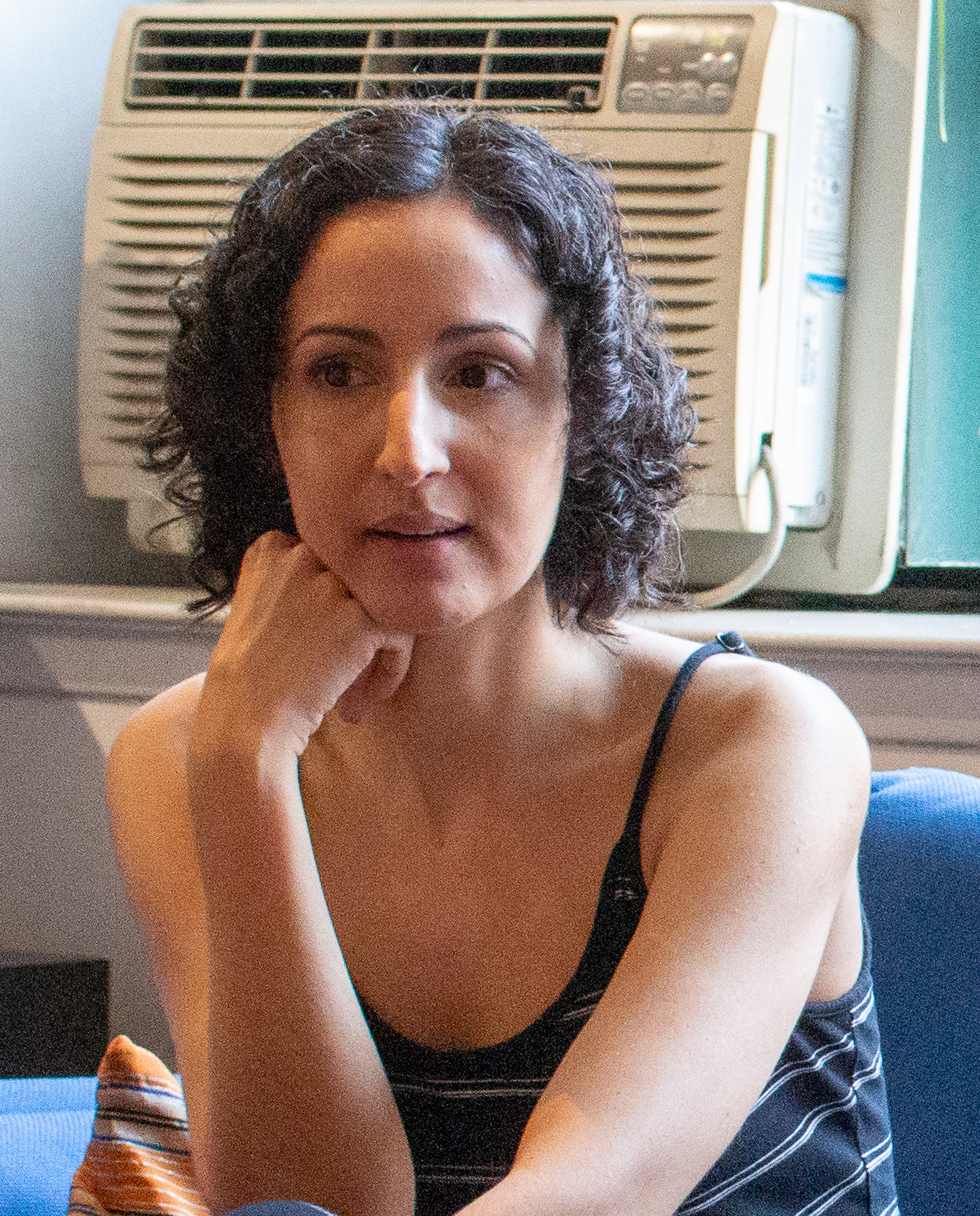
Mariam Ghani, 2014

Mariam Ghani (* 1978 in New York, USA) ist eine US-amerikanische, in New York lebende Autorin, Video- und Installationskünstlerin afghanisch-libanesischer Abstammung. In ihren Dokumentationen und Installationen untersucht sie transnationale, grenzpolitische und kulturelle Probleme in Konfliktzonen.

## Leben und Werk
Ihre Eltern sind der ehemalige afghanische Staatspräsident Aschraf Ghani und dessen aus dem Libanon stammende christliche Gattin Rula Ghani.
Mariam studierte Vergleichende Literaturwissenschaften und Fotografie mit Schwerpunkt auf Video, Installation und neue Medien in New York. Sie ist Lehrbeauftragte an der Cooper Union und an der New York University und ist als Zeitschriftenautorin tätig (Fuse, Viralnet, Pavilion, Sarai Reader, Radical History Review und Journal of Aesthetics and Protest).

## Ausstellungen
- 2003: transmediale, Berlin
- 2004: Liverpool Biennial
- 2007: Tate Modern, London
- 2008: National Gallery of Art, Washington D.C.
- 2009: Tarjama/Translation. Queens Museum of Art, New York[2]
- 2012: A brief history of collapses. dOCUMENTA (13), Kassel[3][4][5]
- 2018: Public Art Munich, München[6]

## Schriften
- mit Ashraf Ghani: 100 Notizen – 100 Gedanken, Hatje Cantz Verlag, Ostfildern 2012, ISBN 978-3-7757-2878-2.